# 五叶异木患
五叶异木患（学名：Allophylus dimorphus），为无患子科异木患属下的一个植物种。